# 苏斯泰勒
苏斯泰勒（法語：Soustelle，法語發音：[sustɛl]）是法国加尔省的一个市镇，属于阿莱斯区。

## 地理
苏斯泰勒（44°10'30"N, 4°0'41"E）面积11.09 平方千米，位于法国奧克西塔尼大區加尔省，该省份为法国南部沿海省份，南端濒地中海，北起顺时针与阿尔代什省、沃克吕兹省、罗讷河口省、埃罗省、阿韦龙省和洛泽尔省接壤。
与苏斯泰勒接壤的市镇（或旧市镇、城区）包括：桑德拉斯、拉姆卢兹、圣保罗拉科斯特、莱萨勒迪加尔东、圣马丹德布博。

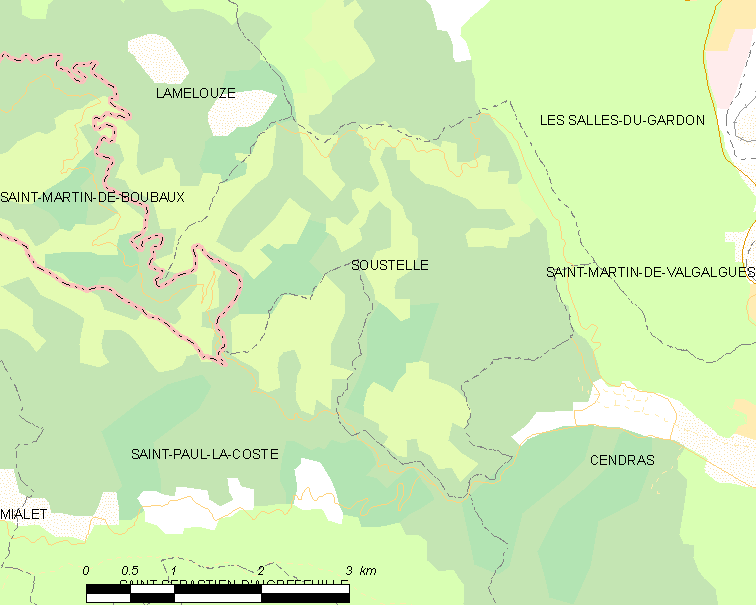
苏斯泰勒的OSM定位图

苏斯泰勒的时区为UTC+01:00、UTC+02:00（夏令时）。

## 行政
苏斯泰勒的邮政编码为30110，INSEE市镇编码为30323。

## 政治
苏斯泰勒所属的省级选区为拉格朗孔布县。

## 人口

1962-2008年间苏斯泰勒人口变化图示

苏斯泰勒于2022年1月1日时的人口数量为120人。